# Списък с епизоди на „Легионът на супергероите“
Това е списъкът с епизоди на анимационния сериал „Легионът на супергероите“ с оригиналните дати на излъчване в САЩ и България.

## Сезон 1: 2006-2007
| Номер | Заглавие                                  | Първо излъчване в САЩ | Първо излъчване в България |
| ----- | ----------------------------------------- | --------------------- | -------------------------- |
| 01    | Човекът на утрешния ден (Man of Tomorrow) | 23 септември 2006 г.  | 30 ноември 2008 г.         |
| 02    | Горски вълк (Timber Wolf)                 | 30 септември 2006 г.  | 7 декември 2008 г.         |
| 03    | Завет (Legacy)                            | 7 октомври 2006 г.    | 14 декември 2008 г.        |
| 04    | Фабрика за страх (Fear Factory)           | 18 ноември 2006 г.    | 21 декември 2008 г.        |
| 05    | Шампиони (Champions)                      | 11 ноември 2006 г.    | 28 декември 2008 г.        |
| 06    | Фантоми (Phantoms)                        | 4 ноември 2006 г.     | 4 януари 2009 г.           |
| 07    | Детска игра (Child's Play)                | 24 февруари 2007 г.   | 11 януари 2009 г.          |
| 08    | Светлинна буря (Lightning Storm)          | 10 февруари 2007 г.   | 12 януари 2009 г.          |
| 09    | Мозъчно изцеждане (Brain Drain)           | 3 февруари 2007 г.    | 13 януари 2009 г.          |
| 10    | Заместниците (The Substitutes)            | 17 февруари 2007 г.   | 13 януари 2009 г.          |
| 11    | Командна верига (Chain of Command)        | 3 март 2007 г.        | 14 януари 2009 г.          |
| 12    | Залезът, първа част (Sundown, Part 1)     | 28 април 2007 г.      | 14 януари 2009 г.          |
| 13    | Залезът, втора част (Sundown, Part 2)     | 5 май 2007 г.         | 15 януари 2009 г.          |

## Сезон 2: 2007-2008
| Номер | Заглавие                                                                                | Първо излъчване в САЩ | Първо излъчване в България |
| ----- | --------------------------------------------------------------------------------------- | --------------------- | -------------------------- |
| 14    | Човекът от ръба на утрешния ден, първа част (The Man from the Edge of Tomorrow, Part 1) | 22 септември 2007 г.  | 1 март 2009 г.             |
| 15    | Човекът от ръба на утрешния ден, втора част (The Man from the Edge of Tomorrow, Part 2) | 29 септември 2007 г.  | 8 март 2009 г.             |
| 16    | Виещ вълк (Cry Wolf)                                                                    | 6 октомври 2007 г.    | 15 март 2009 г.            |
| 17    | Верижна мълния (Chained Lightning)                                                      | 13 октомври 2007 г.   | 22 март 2009 г.            |
| 18    | Каратистът (Karate Kid)                                                                 | 27 октомври 2007 г.   | 29 март 2009 г.            |
| 19    | Кой съм аз? (Who Am I?)                                                                 | 3 ноември 2007 г.     | 5 април 2009 г.            |
| 20    | Неестествен съюз (Unnatural Alliances)                                                  | 17 ноември 2007 г.    | 12 април 2009 г.           |
| 21    | Съобщение в бутилка (Message in a Bottle)                                               | 1 декември 2007 г.    | 19 април 2009 г.           |
| 22    | В началото (In the Beginning)                                                           | 8 март 2008 г.        | 26 април 2009 г.           |
| 23    | Изпитания (Trials)                                                                      | 15 март 2008 г.       | 3 май 2009 г.              |
| 24    | В сънищата ти (In Your Dreams)                                                          | 22 март 2008 г.       | 10 май 2009 г.             |
| 25    | Тъмна победа, първа част (Dark Victory, Part 1)                                         | 29 март 2008 г.       | 17 май 2009 г.             |
| 26    | Тъмна победа, втора част (Dark Victory, Part 2)                                         | 5 април 2008 г.       | 24 май 2009 г.             |